# Copa Cafam 2012
La Copa Cafam 2012 fue un torneo de fútbol de pretemporada, que se realizaba en el Estadio Nemesio Camacho El Campín de Bogotá, Colombia entre el 15 al 22 de enero. Sin embargo, debido a problemas de organización dicho certamen fue suspendido, dando como resultado la aparición de un nuevo certamen con el nombre de Torneo Internacional de Verano 2012.

## Organización

### Sede

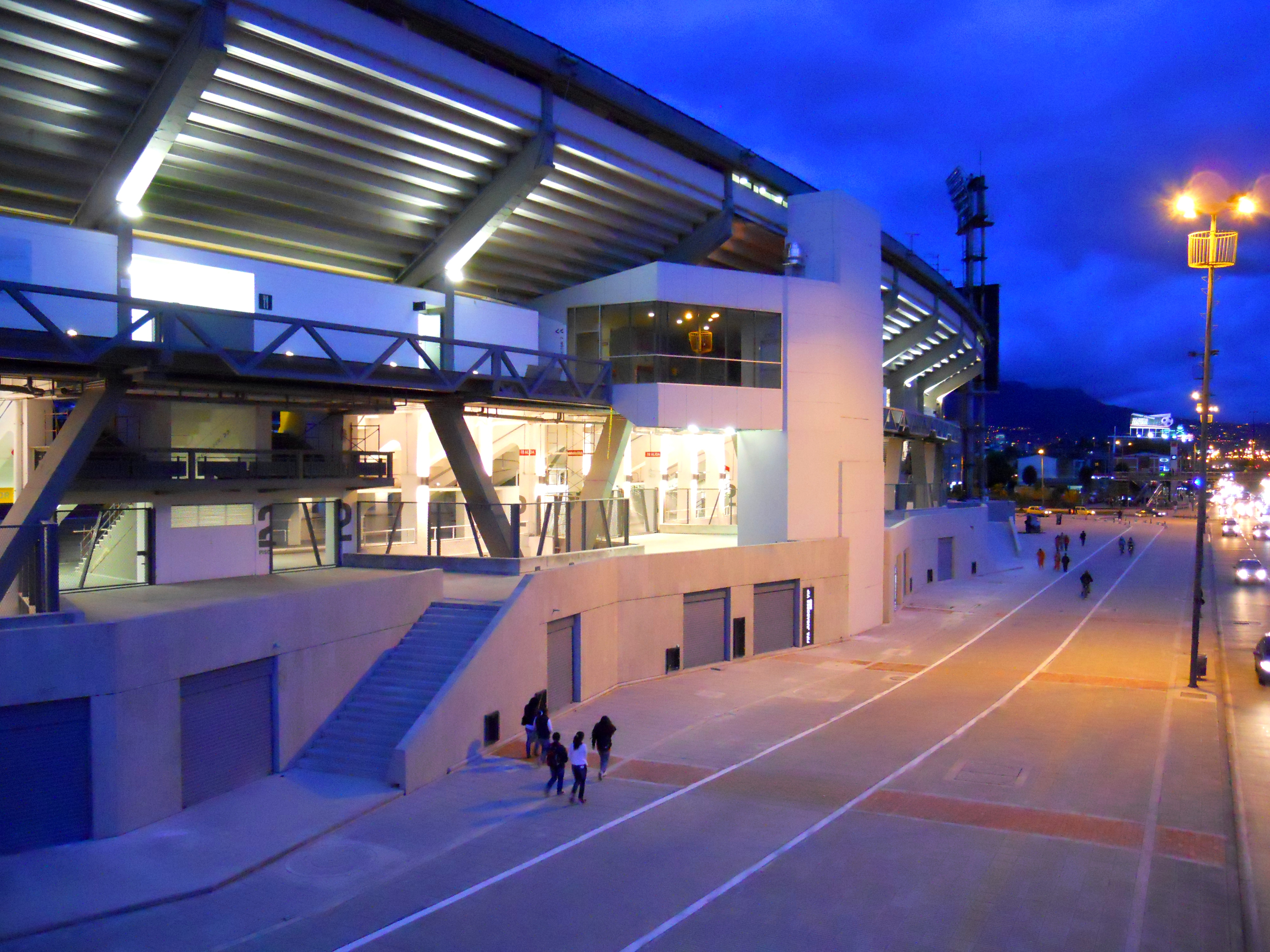
Costado occidental del estadio sede de la Copa Cafam.

| Ciudad | Estadio                           | Capacidad |
| ------ | --------------------------------- | --------- |
| Bogotá | Estadio Nemesio Camacho El Campín | 36.343    |

### Reglas
Los 4 equipos que participaban en la Copa Cafam jugaban 2 semifinales mediante el sistema de eliminación directa. Los perdedores jugaban por el partido del tercero puesto y los ganadores disputaban el partido final, donde el vencedor quedaba campeón.
Si después de los 90 minutos de juego el partido se encontraba empatado, se definía  por  tiros desde el punto penal.
En este certamen cada equipo podía realizar 10 cambios en cada partido.

## Equipos participantes
El club Millonarios y Cafam decidieron realizar la cuarta edición de este certamen como antesala al Torneo Apertura 2012. Sin embargo dicha versión nunca se realizó por compromisos adquiridos en la mayoría de los equipos profesionales participantes.
En la IV edición de la Copa Cafam participarían 4 equipos colombianos que son los siguientes:
- Millonarios
- Santa Fe
- América de Cali
- Junior de Barranquilla